# Нульовий кілометр Білорусі
Нульовий кілометр Білорусії (біл. Нулявы кіламетар Беларусі) — культовий знак, позначення нульового кілометра доріг Республіки Білорусь.

## Історія
Мінськ став губернським містом незабаром після другого поділу Речі Посполитої (1793 рік), й поступово мінські дороги привели в порядок.
З 6 вересня 1795 року розпочався регулярний «поштовий» пасажиропотік, а впорядковане поштове сполучення забезпечило нормальне транспортування вантажів. Кожна верста на поштових трактах відзначалася верстовим стовпом. Біля пошти встановлювався стовп («нульова верста») — початок всіх доріг губернії.
У районі площі Нового місця (нині сквер біля театру ім. Янки Купали) проходив щорічний контрактовий ярмарок. Приблизно тут же стояла колись «нульова верста» Мінської губернії.
Під час реконструкції на Жовтневій площі 1998 року знову був встановлений знак відліку доріг, який отримав назву «нульовий кілометр». До цього нульовий кілометр відраховувався від Головпоштамту. Нову відмітку встановлено на відстані рівно 1 км від Головпоштамту.

## Опис
Пам'ятник виготовлений з граніту у формі піраміди, символізує вічність і міцність. Витесаний у Португалії. Обрамляють знак бронзові картуші, на яких розміщені: карта доріг, латинський вислів, вірші, написані Якубом Коласом. На бронзовому підніжжі «Нульового кілометру» вказано відстані від Мінська до регіональних центрів сусідніх з Білоруссю держав, обласних і районних центрів Білорусі. На південно-східній стороні піраміди на медальйоні напис: «Початок доріг Білорусі». До Києва — 573 км. До Гомеля — 315 км. До Москви — 700 км. До Могильова — 199 км. Автори знака: архітектор А. Сардар, скульптор А. Фінський, художник по металу В. Завєдєєв.